# Georg Wilhelm Wahnschaffe
Georg Wilhelm Wahnschaffe (* 12. April 1710 in Frellstedt, Elm; † 12. September 1791 im Rittergut Üplingen, Halberstadt) war ein Preußischer Oberamtmann, Braunschweig-Lüneburgischer Drost, Unternehmer, Landesverbesserer und vielfacher Domänen- und Rittergutsbesitzer. Er wurde zum Stammvater zahlreicher Gutsbesitzer Wahnschaffe.

## Leben und Werk
Georg Wilhelm Wahnschaffe wurde als Sohn des Obermüllers zu Frellstedt Hans Wahnschape (* in Räbke, 14. Januar 1657, begraben in Frellstedt 22. April 1720) aus dessen zu Weferlingen am 31. Januar 1708 geschlossener II. Ehe mit Ilse Elisabeth Sander geboren.
Georg Wilhelms Frau II. Ehe war Johanna Friderica Maria Wahnschaffe (* in Königslutter am 14. Dezember 1715, † Warberg 1. September 1781).
1729 war er Müller zu Frellstedt, 1734–1740 „Fürstl. Herrenmüller“ in Königslutter am Elm, und dort seit 1737 auch „Bürger und Brauer“, und damit auch Besitzer eines Brauhauses. Darauf machte er eine ganz außergewöhnliche Karriere und brachte es schließlich zum Preußischen Oberamtmann, Braunschweigischen Drost und vielfachen Domänen- und Rittergutsbesitzer.
Letzteres, indem er zumeist durch Pachtung begann, eine Anzahl preußische Domänen und Rittergüter in seinen Besitz zu bringen:
- 1740 die Domäne (mit Burg) Schickelsheim bei Königslutter,
- 1750 die preuss. Domäne Weferlingen, wo er auch das zugehörige Amtshaus bezog,
- 1758 die Domäne Warberg (incl. des Amtes), wo er in der Burg Warberg (mit Brennerei) seinen neuen Amts- und Wohnsitz nahm,
- 1758 die Domäne Hornburg mit ihrem von alters her starken Hopfenbau,
- 1763 die Domäne Hessen – eine sehr bedeutende im Herzogtum Braunschweig (mit Schloss Hessen, der früheren Residenz der Herzöge), und im selben Jahr
- 1763 die Domäne Achim,
- 1766 die Domänen Warsleben und Altona,
- 1770 die Domäne Burg Westerburg mit der alten Burg der Regensteiner Grafen und auch
- 1774 das Rittergut Üplingen der von Borstell,
- 1778 die Domänen Siegersleben und Hakenstedt, und ebenso
- 1778 das Rittergut Morsleben der von Veltheim, wo neben der Landwirtschaft ein Steinkohlenbergwerk betrieben wurde,
- 1784 die Domäne Großalsleben in der Magdeburger Börde.

Auch die Domäne Fürstenberg an der Weser hatte er bis 1771 in Pacht.
Das Rittergut Üplingen, Kreis Neuhaldensleben, das er incl. Herrenhaus mit großzügiger Parkanlage, ungewöhnlicher Kirche (einem seltenen barocken Oktogonbau, in dessen Krypta-Gewölbe sein Sarg steht) und Kolonistenhäuser etc. um- und teilweise neu erbaute, bestimmte er als Stammsitz der Familie. Seine Nachkommen erweiterten das Gut zu einer mächtigen Doppelanlage und erwarben noch weitere Güter dazu, zu welchen auch die Deutschordenskommende Lucklum in Lucklum am Elm gehörte.

## Wappen
Mit einigen der Güter, aber auch seiner Funktion als Amtmann etc., verband sich auch eine Gerichtsbarkeit, weshalb Georg Wilhelm Wahnschaffe als Familienwappen einen aus Wolken (?) herausragenden Arm wählte, der die Waagschalen der Justitia hält. Und angesichts der wirtschaftlichen Grundlage all der landwirtschaftlichen Großbetriebe nutzte er drei Getreideähren als Helmzier.
Wahnschaffe galt als hervorragender Ökonom, der auch zu mancherlei Fragen der Landesverbesserung herangezogen wurde. Insbesondere war er ein exzellenter Wasserbauexperte, der u. a. das Große Bruch im nördlichen Harzvorland (ein Sumpfgebiet von Hornburg bis Oschersleben) entwässerte – mittels eines gut 50 km langen Hauptentwässerungsgrabens, der von der Ilse bis zum Bode-Knie reichte, später tw. die Zonengrenze bildete und 150 Jahre lang „Wahnschaffe-Graben“ genannt wurde.
Das so entwässerte Gebiet ist, gem. den Äußerungen des Geographen Anton Friedrich Büsching in seiner „Neuen Erdbeschreibung“ (3. Bd.), bald „in die schönsten Wiesen, Anger und Weiden verwandelt worden und kann das Heumagazin des Fürstenthums genannt werden“.
Auch der Preußenkönig Friedrich II., „der Große“, äußerte sich entsprechend. Wahnschaffe habe ihm „auf friedlichem Wege eine Provinz erobert“!
Als Anerkennung seiner Leistungen soll Wahnschaffe gar der Adelstitel angeboten worden sein – ein Ansinnen, welches er ablehnte.
Seine Kenntnisse der Wasserbaukunst, bzw. der Entwässerung dürfte er auch für sich insofern nutzbar gemacht haben, als er Güter mit Anteilen an Sumpfgebieten – im Vertrauen auf seine Entwässerungskenntnisse – hatte günstig erwerben bzw. pachten können.
Einer Müllerfamilie am Elm entstammend, wurde er zum Stammvater zahlreicher Amtleute und Gutsbesitzer Wahnschaffe, vornehmlich im Raum Braunschweig-Halberstadt (Börde).
Ein Porträt von ihm zeigt ihn in Seitenansicht mit Lockenperücke und Franzosenzopf mit Schleife, im blauen Frack mit goldener Schulterquaste, goldenen Knöpfen und gekräuselten Seidenspitzen im Halsausschnitt.